# Live in Gdańsk
Albums de David Gilmour
On an Island
(2006) Rattle That Lock
(2015)
Live in Gdańsk est un album live de David Gilmour. Il fait partie du projet On an Island qui inclut un album, une tournée, un DVD ainsi qu’un album live. Ce dernier sort le 22 septembre 2008.
Il s’agit de l’enregistrement du dernier concert de la tournée On an Island de 2006 lors duquel Gilmour joue devant 50 000 personnes sur le Port de Gdańsk pour célébrer la révolution polonaise de 1980,.
Ce concert est le seul de la tournée à contenir la chanson A Great Day for Freedom – tirée de The Division Bell (1994). Gilmour et son groupe sont accompagnés par l’Orchestre Philharmonique Polonais Baltique (Filharmonia Bałtycka) dirigé par Zbigniew Preisner et avec Leszek Możdżer au piano. Sont interprétées des chansons originales de David Gilmour ainsi que des classiques du groupe Pink Floyd. À noter la présence de Richard Wright, ainsi que David Crosby et Graham Nash.
Le titre est certifié platine en Pologne,.

## Musiciens
- David Gilmour : Chant, Guitares, Lap Steel acoustique, Steel Guitar, Saxophone alto sur Red Sky At Night
- Phil Manzanera : Guitares, Harmonica de verre sur Shine On You Crazy Diamond, chœurs
- Guy Pratt : Basse, Contrebasse, Guitare sur Then I Close My Eyes, chœurs, Harmonica de verre sur Shine On You Crazy Diamond
- Richard Wright : Chant, chœurs, Orgue Farfisa, Orgue Hammond, Piano
- Leszek Możdżer : Piano
- Jon Carin : Claviers, Synthétiseurs, Lap Steel, programmation, Chœurs
- Dick Parry : Saxophone ténor & Baryton, Orgue, Harmonica de Verre sur Shine On You Crazy Diamond
- Steve DiStanislao : Batterie, percussions, chœurs
- Zbigniew Preisner : Directeur de l'Orchestre
- Polish Baltic Philharmonic Orchestra : Castellorizon, On an Island, The Blue, Red Sky at Night, This Heaven, Then I Close My Eyes, Smile, Take a Breath, A Pocketful of Stones, Where We Start, High Hopes, A Great Day for Freedom et Comfortably Numb
- Igor Sklyarov : Harmonica de Verre sur Shine On You Crazy Diamond - Concert de Venise uniquement

## Invités
- David Crosby et Graham Nash - chant sur Find the Cost of Freedom sur le DVD uniquement.

### Barn Jams
- David Gilmour : Guitare, Lap Steel, Batterie sur 192
- Rick Wright : Claviers
- Guy Pratt : Basse, Guitare sur 192
- Steve DiStanislao : Batterie, Contrebasse sur 192

## Photographes
- Polly Samson : Photographe de tournée
- Anna Wloch : Photographe de tournée

## Édition standard
La version standard de l’album contient deux CD :

### Disque 1
1. Speak to Me — 1:23
2. Breathe — 2:49
3. Time — 5:38
4. Breathe (Reprise) — 1:32
5. Castellorizon — 3:47
6. On an Island — 7:26
7. The Blue — 6:39
8. Red Sky at Night — 3:03
9. This Heaven — 4:33
10. Then I Close My Eyes — 7:42
11. Smile — 4:26
12. Take a Breath — 6:47
13. A Pocketful of Stones — 5:41
14. Where We Start — 8:01

(Les titres 1-4 proviennent de Dark Side of the Moon - Pink Floyd, 1973 et 5-14 de On an Island - David Gilmour, 2006)

### Disque 2
1. Shine On You Crazy Diamond — 12:07
2. Astronomy Domine — 5:02
3. Fat Old Sun — 6:40
4. High Hopes — 9:57
5. Echoes — 25:26
6. Wish You Were Here — 5:15
7. A Great Day for Freedom — 5:56
8. Comfortably Numb — 9:22

(Les titres 1 et 6 proviennent de Wish You Were Here - Pink Floyd, 1975 ; 2 de The Piper at the Gates of Dawn - Pink Floyd, 1967 ; 3 de Atom Heart Mother - Pink Floyd, 1970 ; 4 et 7 de The Division Bell - Pink Floyd, 1994 ; 5 de Meddle - Pink Floyd, 1971 ; et 8 de The Wall - Pink Floyd, 1979)

## Autres éditions
Il existe également d'autres éditions :
- L'une d'entre elles contient ces deux CD plus un DVD.
- Une autre contient les deux CD, le DVD, plus une version surround de On an Island.
- La dernière édition contient tout ce qui précède ainsi qu'un autre CD.
- Il existe également une édition limitée 5 vinyles.